# 中寨苗族彝族布依族乡
中寨苗族彝族布依族乡是中华人民共和国贵州省六盤水市六枝特区下辖的一个民族乡。
2015年3月27日，贵州省人民政府批复同意六枝特区乡镇行政区划调整，将中寨苗族彝族布依族乡鲁戛村、扁朝村、兴隆村、西拉村划归新设置的牂牁镇。

## 行政区划
中寨苗族彝族布依族乡下辖以下村级行政区划单位：
中寨社区、补许村、四方井村、小补王村、中寨村、新场村、大箐村、移山村、双夕村、岩脚村、红光村、长寨村、平基村、扯扭村、箐脚村、木则村、费戛村和大补王村。